# Sulawesi-Stachelratten
Die Sulawesi-Stachelratten (Echiothrix) sind eine Nagetiergattung aus der Gruppe der Altweltmäuse (Murinae). Die Gattung umfasst zwei Arten.

## Allgemeines
Die Kopfrumpflänge dieser Tiere beträgt 20 bis 25 Zentimeter, der Schwanz misst 23 bis 25 Zentimeter und das Gewicht beträgt 220 bis 310 Gramm. Das Fell besteht sowohl aus weicheren Haaren als auch aus borstigen Stacheln, es ist an der Oberseite grau oder graubraun gefärbt, die Unterseite ist hellgrau bis weiß. Das Gesicht ist langgestreckt und sorgt für einen spitzmausähnlichen Eindruck, der schuppige Schwanz ist unbehaart.
Diese Nagetiere leben auf der indonesischen Insel Sulawesi, ihr Lebensraum sind tiefer gelegene Regenwälder. Sie sind nachtaktive Bodenbewohner und ernähren sich vorwiegend von Regenwürmern.

## Systematik
Laut Wilson & Reeder (2005) nehmen die Sulawesi-Stachelratten innerhalb der Altweltmäuse eine isolierte Position ein und werden darum in einer eigenen Gattungsgruppe, der Echiothrix-Gruppe eingeordnet. Es handelt sich vermutlich um eine alte endemische Gattung auf Sulawesi, deren Verwandtschaftsverhältnisse mit anderen Altweltmäusen ungeklärt sind.
Es werden zwei Arten unterschieden:
- Echiothrix centrosa im mittleren und nördlichen Sulawesi, und
- Echiothrix leucura an der Spitze der nordöstlichen Halbinsel.

Beide Arten sind durch die Zerstörung ihres Lebensraums bedroht. Die IUCN listet E. leucura als „stark gefährdet“ (endangered) und E. centrosa als „gefährdet“ (vulnerable).